# 四生
四生（ししよう、梵: catur-yoni）とは、仏教において生物を出生（ジャーティ）方法によって4つに分類したもので、「胎卵湿化」、「卵胎湿化」とも呼ばれる。

## 四生の分類
- 胎生（たいしょう、梵: jarāyu-ja） - 母親の胎内から出生するもの（哺乳動物など）。人間もこれに含まれる。
- 卵生（らんしょう、梵: aṇḍa-ja） - 卵殻から出生するもの（鳥類、魚類など）[1]。
- 湿生（しっしょう、梵: saṃsveda-ja） - 湿潤なじめじめしたところから出生するもの（虫など）[1]。
- 化生（けしょう、梵: upapādu-ka） - 業により何もないところから、別によりどころなしに[2]忽然と出生するもの（天人や地獄の衆生など）[1]。

餓鬼は胎生のものと化生のものとがあり、畜生は胎生のものと卵生のものと湿生のものとがある。特殊な場合として、畜生にも化生があり、人間にも卵生・湿生・化生がある、という。